# 38830 Biets
38830 Biets è un asteroide della fascia principale esterna. Scoperto nel 2000, presenta un'orbita caratterizzata da un semiasse maggiore pari a 3,935233 UA e da un'eccentricità di 0,186853, inclinata di 14,953186° rispetto all'eclittica. Ha un diametro di 12,822 km.